# Orthez
Orthez település Franciaországban, Pyrénées-Atlantiques megyében. Lakosainak száma 10 836 fő (2022. január 1.). Orthez Balansun, Baigts-de-Béarn, Biron, Bonnut, Castétis, Laà-Mondrans, Lanneplaà, Ozenx-Montestrucq, Saint-Boès, Salles-Mongiscard és Sallespisse községekkel határos.

## Népesség
A település népességének változása:
| Lakosok száma | 10 569 | 10 672 | 11 292 | 10 449 | 10 515 | 10 369 | 10 466 | 10 684 | 10 836 |
|               | 2013   | 2015   | 2016   | 2017   | 2018   | 2019   | 2020   | 2021   | 2022   |